# Lycaste leucantha
Lycaste leucantha là một loài thực vật có hoa trong họ Lan. Loài này được (Klotzsch) Lindl. mô tả khoa học đầu tiên năm 1851.